# Chevrolet 490
La Chevrolet 490 est une automobile à prix modeste produite aux États-Unis à partir de 1915 par la société Chevrolet, dirigée par Louis Chevrolet et William C. Durant. Introduite en juin 1915, la 490 se vendait à 490 $. La Chevrolet 490 connaît un succès immédiat et fait de la marque un acteur majeur. Le nom ne dénoterait pas le prix pour longtemps (en 1921, le prix moyen était de 820 $), mais il resterait suffisamment bas pour retirer une partie du marché de la Model T. La Model T commencée à 495 $ à l'époque. Chevrolet a rapidement été si rentable que le propriétaire de Chevrolet, Billy Durant, a commencé à acheter des actions de GM avec ses actions de Chevrolet, suffisamment pour qu'il puisse prendre le contrôle de GM et fusionner Chevrolet avec. Les klaxons électriques étaient standard. Et en 1921, l'équipement standard comprenait un compteur de vitesse et un ampèremètre, des plafonniers (voitures à carrosserie fermée uniquement) et des gradateurs de phares.

## Histoire
La Chevrolet Classic Six de 1911, premier véhicule de série de Chevrolet, coûtait 2 150 $, soit beaucoup plus que la Ford T, vendue à 850 $ à la même époque. Ensuite, Louis Chevrolet se rapproche de William C. Durant qui a été évincé de General Motors par les banquiers, en raison de ses projets de croissance trop rapide et qui a lancé une voiture à bon marché, la Little 4 Car, avec l'aide de Bill Little.
En 1915, le nouveau modèle Chevrolet 490 avait pour objectif de concurrencer la Ford T, avec une construction simple et peu onéreuse, les roues étant toujours en bois, ce qui permit d'abaisser son prix à 490 $. En trois ans, la production fut multipliée par neuf, passant de 13 500 à 111 500 entre 1915 et 1917, faisant de Chevrolet un nouveau pilier de l’industrie de l’automobile américaine.

## Conflit d'actionnaires
La divergence de vue sur l'opportunité de lancer ce modèle est à l'origine du départ de Louis Chevrolet, qui s'est opposé à l'autre actionnaire de l'entreprise, William C. Durant. Ce dernier veut développer le concept de chaîne d'assemblage, introduit dans l'automobile par Henry Ford, mais véritablement développé lors de la construction d'une nouvelle usine de 1913. William C. Durant décida alors de fusionner toutes les firmes qu’il possédait pour lancer le groupe Little-Chevrolet, qui a des ramifications au Canada.

## Modèles
Toutes les 490 n'étaient offertes qu'avec le quatre cylindres à soupapes en tête de 171 pouces cubes (2,8 L), produisant 24 ch (18 kW). Ce serait le moteur principal de Chevrolet jusqu'à ce que le six cylindres en ligne "Stovebolt" le remplace pour 1929. 
Le propriétaire de Chevrolet, Billy Durant, croyait fermement au moteur OHV, car cela avait été la raison du succès de son ancienne entreprise automobile, Buick, qu'il avait repris en 1904 et avait qui il avait fondé GM en 1908. Il a perdu le contrôle de GM en 1910 en raison de problèmes avec les actionnaires et les banquiers, et Buick avait toujours le brevet du moteur OHV, mais GM n'a pas osé poursuivre Durant. Durant utiliserait Chevrolet pour reprendre le contrôle de GM en 1917, qu'il a fusionné avec Chevrolet cette année-là.

## Les premiers camions Chevrolet et GMC
La même année où Chevrolet a fusionné avec GM, Durant voulait un pick-up pour rivaliser avec le nouveau Ford Model TT. La réponse fut deux modèles, le premier étant le Chevrolet Series 490 Light Delivery de 1918 évalué à une demi-tonne et basé sur la voiture de tourisme. Le second, non basé sur la 490, était un Chevrolet Model T (assez curieusement) "Ton Truck" de 1918 évalué à une tonne et partagé avec GMC. Il avait une capacité de charge utile de 2 000 lb et se vendait 1245 $ au détail. Tout comme les châssis cabine d'aujourd'hui, ils offraient aux consommateurs une plate-forme flexible et bon marché sur laquelle s'appuyer. Son volant et son levier de changement de vitesse, ainsi que le tableau de bord et le groupe de jauges, ont également été stylisés de la voiture particulière. Un capot de châssis comprenait le châssis avec le moteur, la transmission et la tôle avant qui comprenait le capot, les ailes avant, les phares et la calandre.

## Quelques dates
- 1908 : la production de la Ford T débute
- 1908 : William C. Durant fonde General Motors en rassemblant une dizaine de marques
- 1910 : la production de la Ford T passe en chaîne de montage
- 1910 : les ventes de Ford dépassent celles de Buick[5]
- 1910 : William C. Durant échoue à racheter Ford
- fin 1910 : William C. Durant est évincé de General Motors par les banquiers
- mai 1911 : le Flint Daily Journal annonce une coopération Chevrolet-Durant
- 30Coctobre 1911 : fondation de la société Little Motor Car, dirigée par Bill Little, qui annonce bientôt vendre une "Little 4 Car" à 600 dollars
- avril 1912 : la production de la "Little 4 Car" démarre à Flint (Michigan)[6].
- décembre 1912 : 2200 "Little 4 Car" ont été produites en neuf mois à Flint[6]
- 1913 : nouvelle usine de production de la Ford T
- 1913 : William C. Durant déménage la production de Chevrolet de Détroit à Flint, où est produite la "Little 4 Car", pour des économies d'échelle
- 1915 : la production de la Chevrolet 490 démarre à grande échelle
- 1915 : la production de la Chevrolet 490 atteint 111 500 unités
- 1918 : William C. Durant fusionne Chevrolet et General Motors
- fin 1923 : General Motors repris par un as du marketing
- fin des années 1920 : le prix de la Ford T est tombé à 300 dollars